# Remo Calapso
Remo Calapso (Palermo, 11 ottobre 1905 – Roma, 21 maggio 1975) è stato uno scacchista italiano.

## Attività scacchistica
Maestro a tavolino (1924), giocatore per corrispondenza (1925-26; 1929-30), problemista e solutore di problemi, fu collaboratore de «L'Italia Scacchistica» (1926). 
Fu attivo a Messina (1921-25), Palermo (1921-22), Reggio Calabria (dicembre 1932), Catania (1934) e poi stabilmente a Roma (1935-36; 1945; 1947; 1951; 1970). Prese parte a numerosi tornei: Palermo (26 maggio-3 giugno 1924), Foligno (14-25 settembre 1924), Bologna (13-27 settembre 1925), Livorno (1-15 agosto 1926), Firenze (4-17 ottobre 1936; 1948), Chioggia-Sottomarina Lido (24 maggio-2 giugno 1970), Imperia (19-27 settembre 1970), Rovigo (3-11 ottobre 1970), Catanzaro (17-25 aprile 1971). 
Calapso è stato uno scacchista di primo livello. Fu a Messina per una buona parte della sua vita, non a caso è spesso considerato messinese d'origine. Proveniva da una famiglia di matematici e di scacchisti, ed egli eccelse in entrambe le discipline. Suo nonno, Catello Calapso, era stato a sua volta un buon giocatore e problemista. Remo Calapso affrontò giocatori di primissimo piano conseguendo risultati encomiabili. Tra questi va menzionata una patta con il campione del mondo Tigran Petrosian, ottenuta al 6º turno del torneo di Venezia 1967.
Lo stesso Petrosian ricordò – sulla rivista russa "Shachmatnaja Moskva" – un curioso evento avvenuto in torneo, a seguito di quel pareggio, quando gli si avvicinò indispettito il GM Janosević. Questi così si rivolse al campione del mondo: "Come avete fatto a pattare con lui?” - disse Janosević. – “Vi farò vedere io come si deve giocare!”. Due giorni dopo, al 9º turno, Calapso guidò i pezzi bianchi contro Janosević giocando in maniera molto precisa, tanto che già alla ventesima mossa il grande maestro jugoslavo si ritrovò con il lato di Donna completamente privo di pezzi, per poi essere costretto ad abbandonare dopo poche mosse.
Vincenzo Nestler, il giocatore siciliano più forte dell'era moderna, imparò a giocare a Messina, proprio a casa dell'amico Calapso.
Calapso era uso farsi radere da un barbiere presso la propria abitazione, e durante la barba non disdegnava di giocare varie partite alla cieca contro alcuni oppositori. In una di quelle occasioni, quando Calapso stava giocando quattro partite alla cieca, era presente anche Nestler che rimase colpito ed affascinato da questa capacità, ed a seguito di quell'evento si dedicò con impegno agli scacchi, divenendo il forte giocatore che l'Italia ricorda.